# Object 277
 (septembre 2024).
Si vous disposez d'ouvrages ou d'articles de référence ou si vous connaissez des sites web de qualité traitant du thème abordé ici, merci de compléter l'article en donnant les références utiles à sa vérifiabilité et en les liant à la section « Notes et références ».
L'Object 277 est un char lourd expérimental soviétique créé au bureau de conception de Léningrad-Kirov à Saint-Pétersbourg sous la supervision de Joseph Kotine. Il n'a jamais été produit en série.

## Histoire
En 1955, le LKZ (Ленинградско-Кировский завод soit en français, l'usine Léningrad-Kirov) a commencé à la conception d'un char lourd de nouvelle génération. Le concepteur en chef du projet était Joseph Kotine. Le char a été décliné en deux versions, Object 277 avec moteur diesel et son homologue Object 278 avec turbine à gaz.
Les principales exigences du char :
1. Une masse de 52 à 55 tonnes
2. Un canon rayé de 130 mm
3. Vélocité d’obus de 1000 m/s
4. Une puissance moteur de 1000 ch

En 1957, deux prototypes furent créés, ils ont passé des tests avec succès. L’un des exemplaires a été présenté à Nikita Khrouchtchev, néanmoins il est sceptique sur le projet car, il n’était pas pour des armes conventionnelles. En 1960, il arrête le projet.

## Description techniques

### Caisse et tourelle
L’Object 277 a été développé en parallèle des projets T-10 et IS-7, ce qui implique des similitudes sur certaines parties. La partie avant de la caisse est moulée ainsi que la tourelle, quant aux flancs ainsi que le reste de la caisse sont soudés et constitués de blindage laminé.

### Armement
L’armement principal de l’Object 277 est le canon rayé M-65 de 130 mm. Il comportait un stabilisateur à deux plans « Groza », un système de contrôle de tir automatisé, des dispositifs de tir de nuit et d’observation. Il a également un mécanisme de chargement semi-automatique. Il peut transporter 35 obus.
De plus, il avait une mitrailleuse KPVT de 14,5 mm avec 250 cartouches.
Les obus sont placés verticalement dans un convoyeur à chaîne à l’arrière de la tourelle sur plancher rotatif. Les obus étaient retournés horizontalement via un convoyeur spécial dans le renfoncement de tourelle. Et positionnés sur un rail, derrière le canon, en attente d’être poussé dans la chambre.

### Matériel de surveillance et de communication
L’Object 277 transportait un télémètre stéréoscopique TDP-2S, le viseur de nuit était un viseur TPN-1. Il avait aussi une station radio R-113 pour communiquer.

### Moteur et transmission
Un moteur diesel M-850 à 12 cylindres en V équipait l’Object 277, il fournissait aussi le chars en électricité. Il était équipe d’un système de refroidissement par éjection, ainsi qu’un compresseur, pour suralimenter le moteur. La transmission mécanique oscillante a été installée avec le moteur.

### Châssis et suspension
Il utilisait un entrainement à chenilles avec joints homocinétiques. La suspension est montée sur huit galets ainsi que 4 roulements de support de la chenille de chaque côté. Une suspension à barres de torsion et pour les galets 1, 2, 7 et 8, des amortisseurs hydrauliques à piston.

### Équipements annexe
Il pouvait être équipé d’une protection antinucléaire, d’un système qui transforme le diesel en un écran de fumée (TDA : Термодымовая аппаратура, équipement de fumées thermiques), également un système de nettoyage des optiques, et d’un snorkel qui permet la conduite sous-marine.

## Exemplaire existant
Il existe encore un exemplaire de l’Object 277 au musée des blindés de Koubinka.

## Culture populaire/ jeux vidéo
L’Object 277 est peu présent dans les jeux vidéo ou autres, néanmoins, il présenté dans le jeu World of Tanks, comme char de rang 10 et dernier char de sa branche technologique.